# HD 74824
HD 74824，又名CD-36 4980，SAO 199573、HR 3479，是一颗恒星，视星等为5.76，位于銀經258.28，銀緯3.53，其B1900.0坐标为赤經8h 41m 0.8s，赤緯-36° 3.53′ 2″。